# Кладбище военнопленных в Гроненфельде
Кладбище военнопленных в Гроненфельде (нем. Kriegsgräberstätte Gronenfelde) — историческое кладбище в Германии. Расположено в бывшей деревне Гроненфельд близ Франкфурта-на-Одере. На кладбище похоронены по большей части солдаты многонациональной российской армии, погибшие во время Первой мировой войны в лагере для военнопленных, а также, британские, французские, бельгийские, румынские, сербские и итальянские военнослужащие.

## История
Во время Первой мировой войны в Гроненфельде возле Франкфурта-на-Одере был основан большой лагерь военнопленных, в котором в конце войны были интернированы ровно 22986 человек. Наибольшую группу, свыше 17000 военнопленных составляли солдаты многонациональной российской армии. Кроме них в лагере находились британцы, французы, бельгийцы, румыны, сербы и итальянцы. Доказательством существования лагеря является единственное до сегодня сохранившееся сооружение — Часовня Спасителя (Heilandskapelle) на близлежащей улице Ейхенвег (Eichenweg). Эта простая деревянная конструкция была построена в 1915 году в качестве центра культурной жизни лагеря, как евангелическую церковь её освятили только в 1928 году. Здесь проходили театральные постановки, концерты, богослужения и чтения для пленных. Внутреннее оформление помещения создали сами военнопленные, что делает строение уникальным местом во Франкфурте-на-Одере с точки зрения истории искусства.
Последствия тяжёлых болезней и ухудшающегося питания унесли жизни многих сотен пленных. Летом 1915 года вблизи лагеря было основано отдельное кладбище, на котором почивших хоронили согласно с обрядами их вероисповедания. Управление кладбищем систематически регистрировало усопших, создав таким образом и сегодня существующий упорядоченный регистр из 581 имени с основными биографическими данными.
Кладбище было спроектировано как комплекс систематических захоронений в центре которого на каменном основании находился большой деревянный крест. Индивидуальные надгробия были выполнены в виде стел, крестов и плит из дерева с выгравированными на них именами и символами веры усопших. После окончания Первой мировой войны почивших военнопленных из стран западных союзников перезахоронили. Однако остались могилы солдат служивших в армии Российской империи. Уход за ними приняли немецкие государственные службы, исполняя свои обязанности согласно международному праву до 1944 года.
С 1920 года в непосредственной близости к воинским захоронениям находилось новое гражданское кладбище. Там хоронили усопших из поселения, основанного на территории бывшего лагеря после войны. Когда, незадолго до окончания Второй мировой войны, Франкфурт-на-Одере был объявлен городом-крепостью, вермахт соорудил вблизи кладбища бомбоубежища, вырыл окопы и траншеи. В последние недели войны и в трудовое послевоенное время оставшиеся деревянные надгробия были сожжены. За опустошенным кладбищем больше никто не заботился, объект был предан забвению.
В 1992 году гражданские активисты во Франкфурте-на-Одере начали информировать жителей города о заброшенном кладбище военнопленных. Первым шагом была работа над регистром усопших, созданным в Первую мировую войну. Удалось идентифицировать имена и личности большого числа военнопленных. В это же время менялось и историческое сознание в постсоветских странах — Первая мировая война постепенно становилась частью национальной истории. Таким образом возникла необходимость изучения забытого периода истории, поиска и исследования артефактов. Интерес к десятилетиями заброшенному кладбищу проявили активисты и организации из России, позже темой занялось и посольство Российской Федерации в Германии. Благодаря усилиям многих частных и общественных лиц кладбище военнопленных было отреставрировано и 17 ноября 2018 года стало вновь доступным для общественности. Списки имен умерших хранятся в Часовне Спасителя (Heilandskapelle) и доступны там также для исследования судеб почивших.

## Галерея

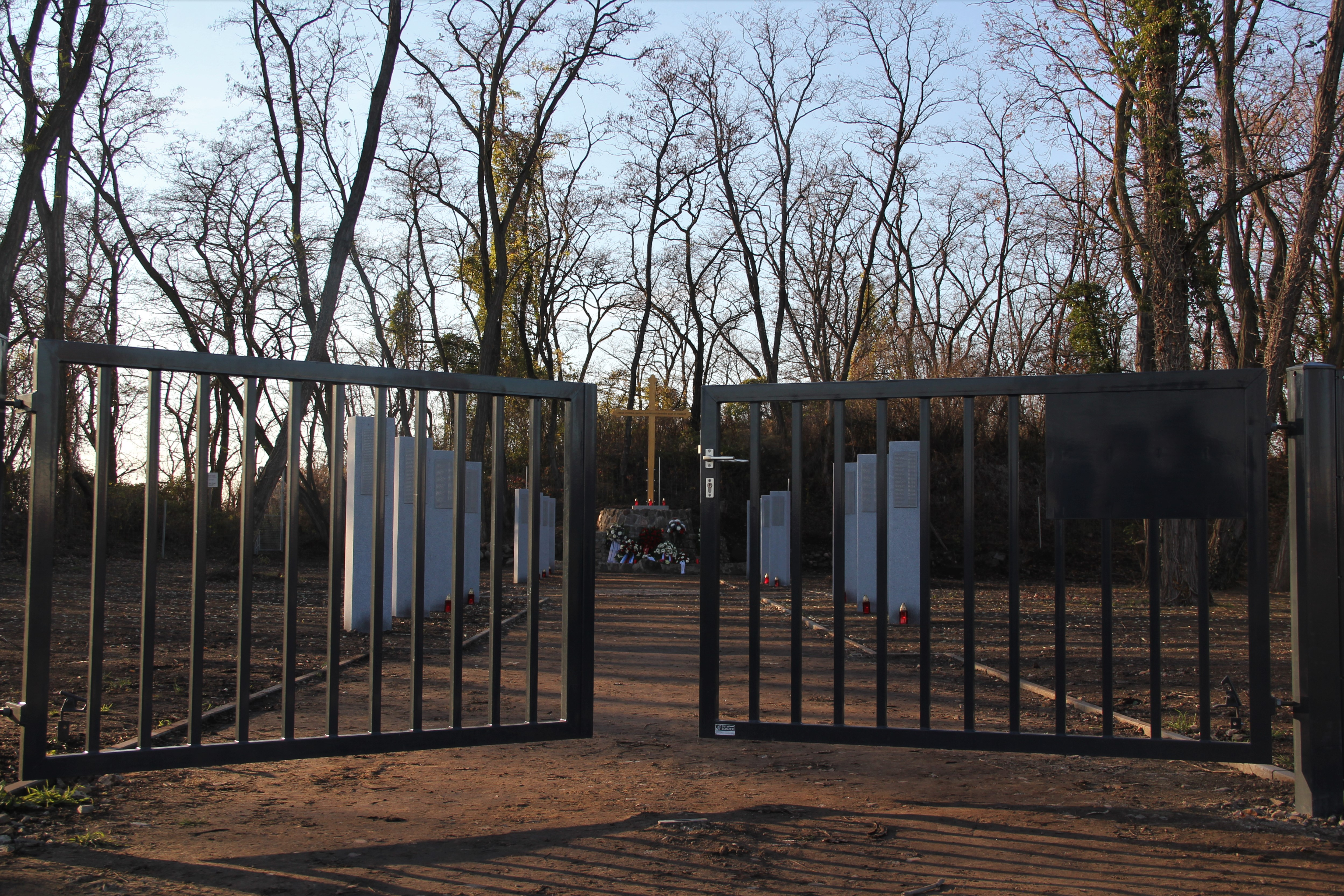
Вход
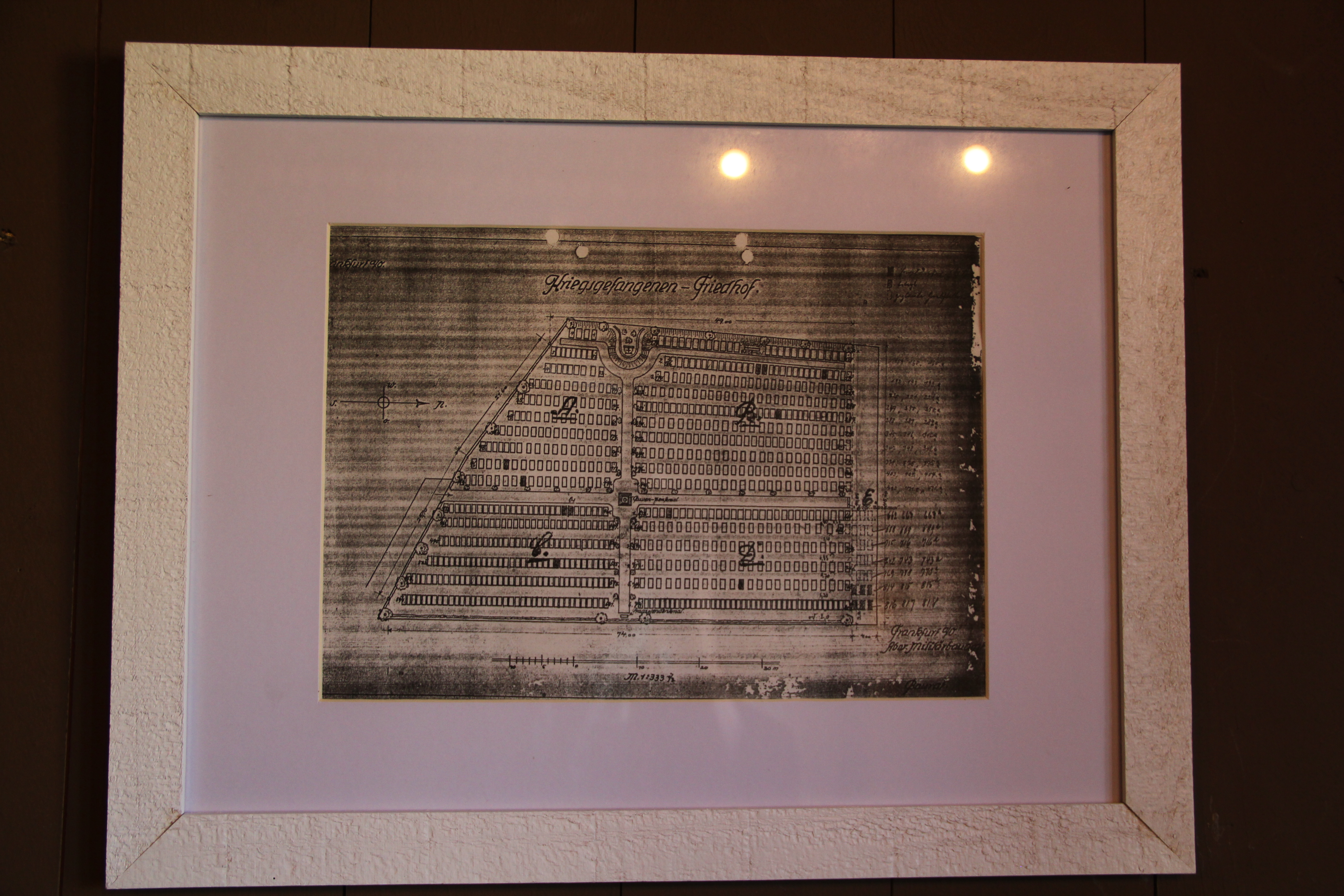
План кладбища
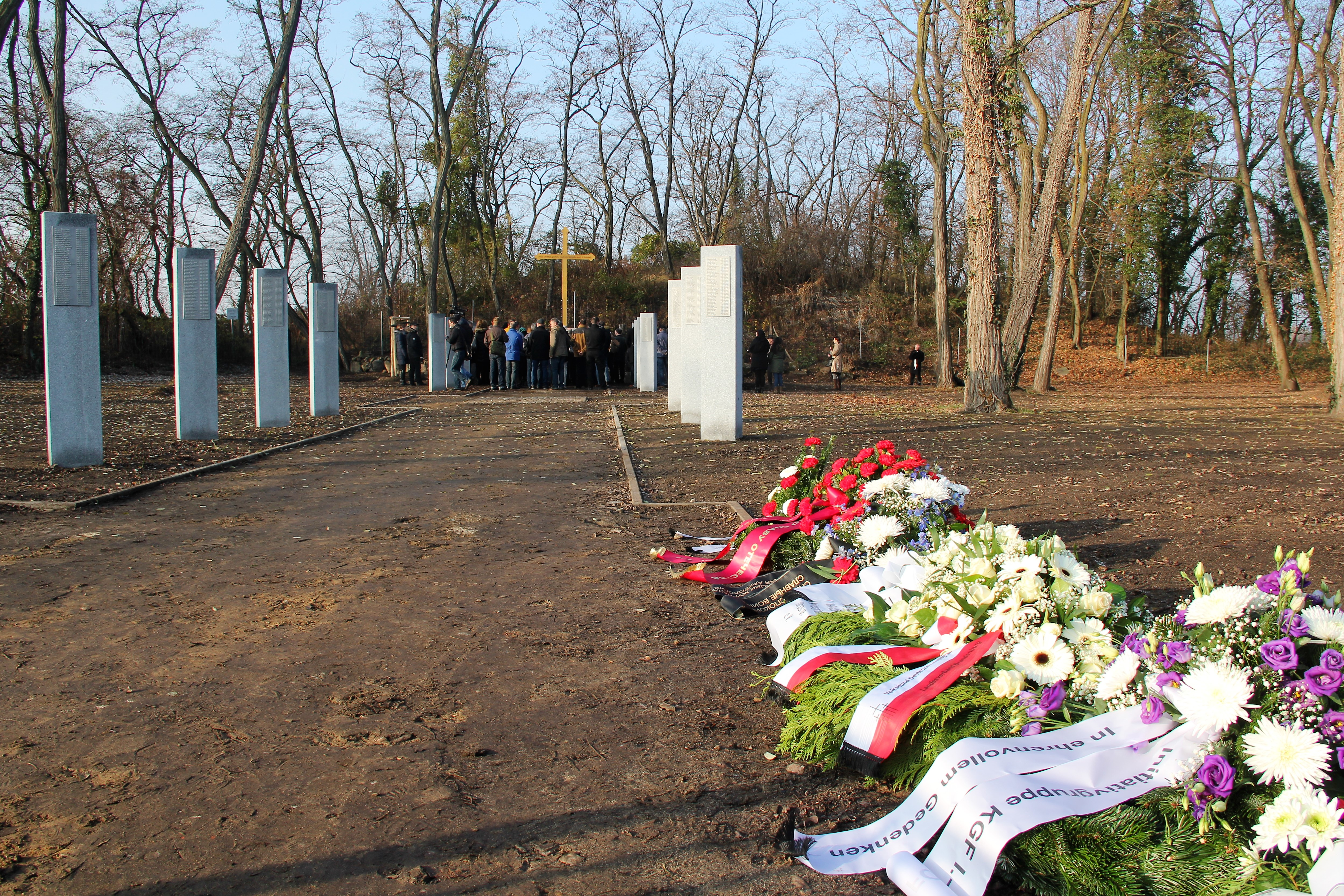
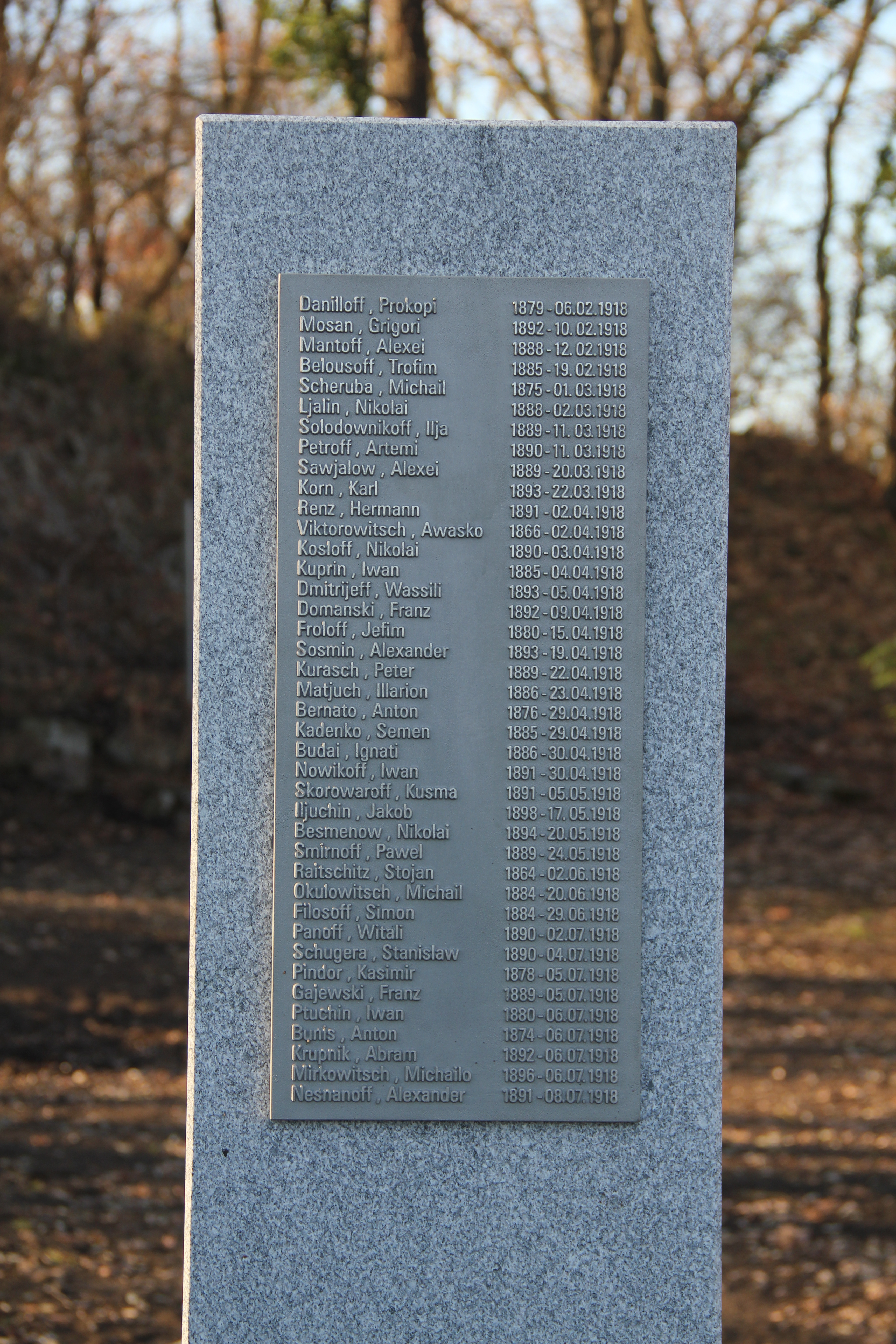
Списки
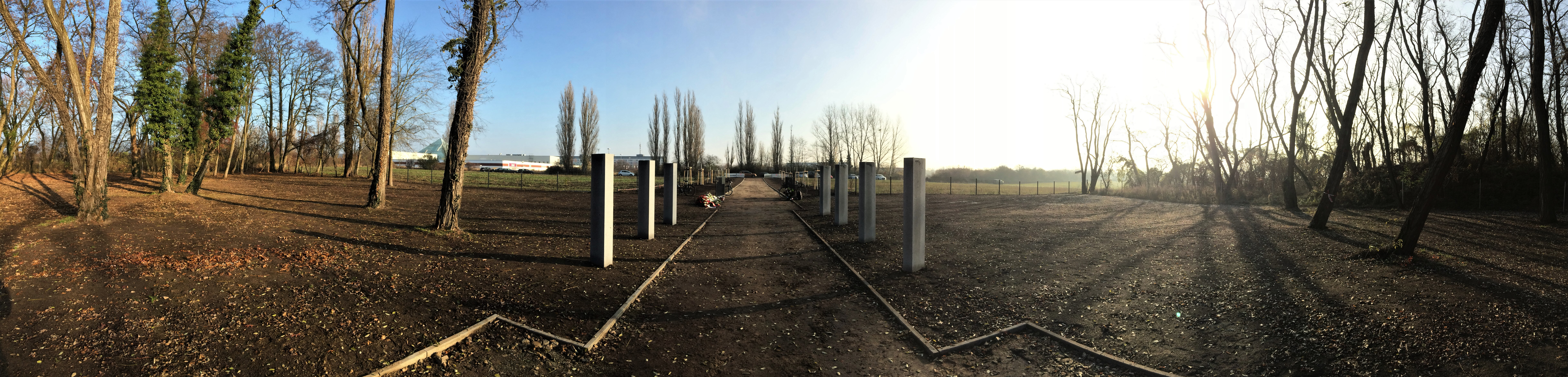
Панорама
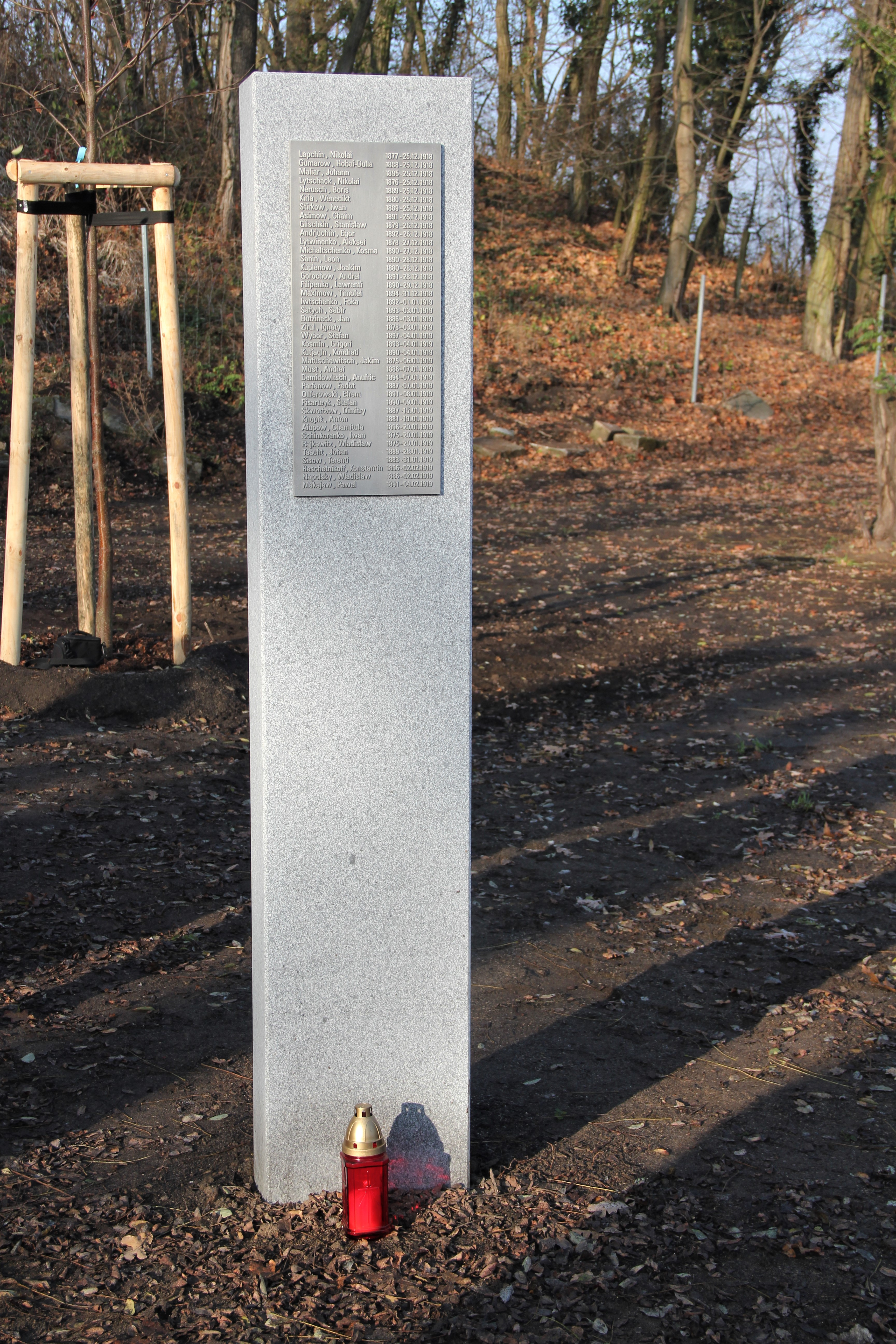
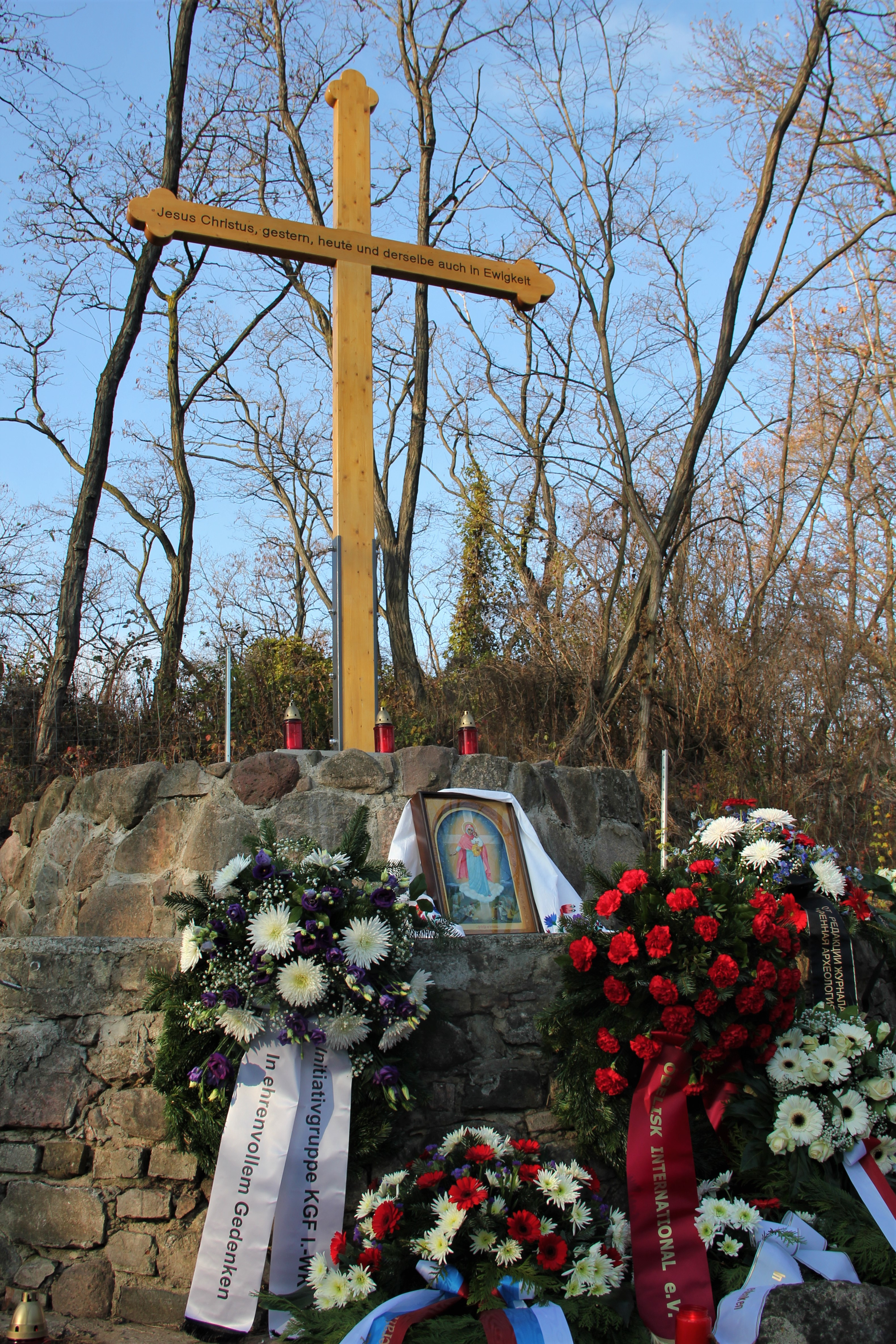
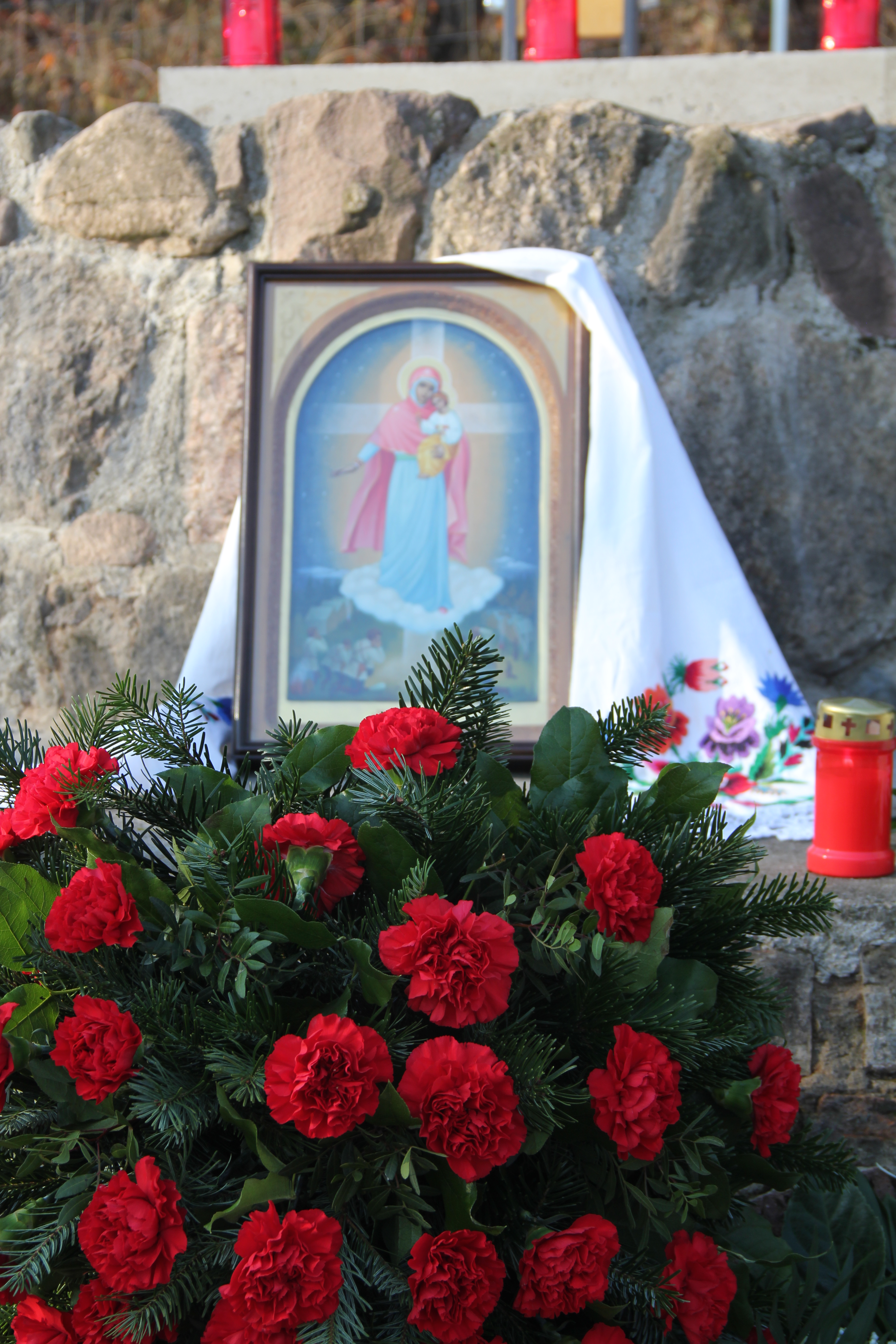
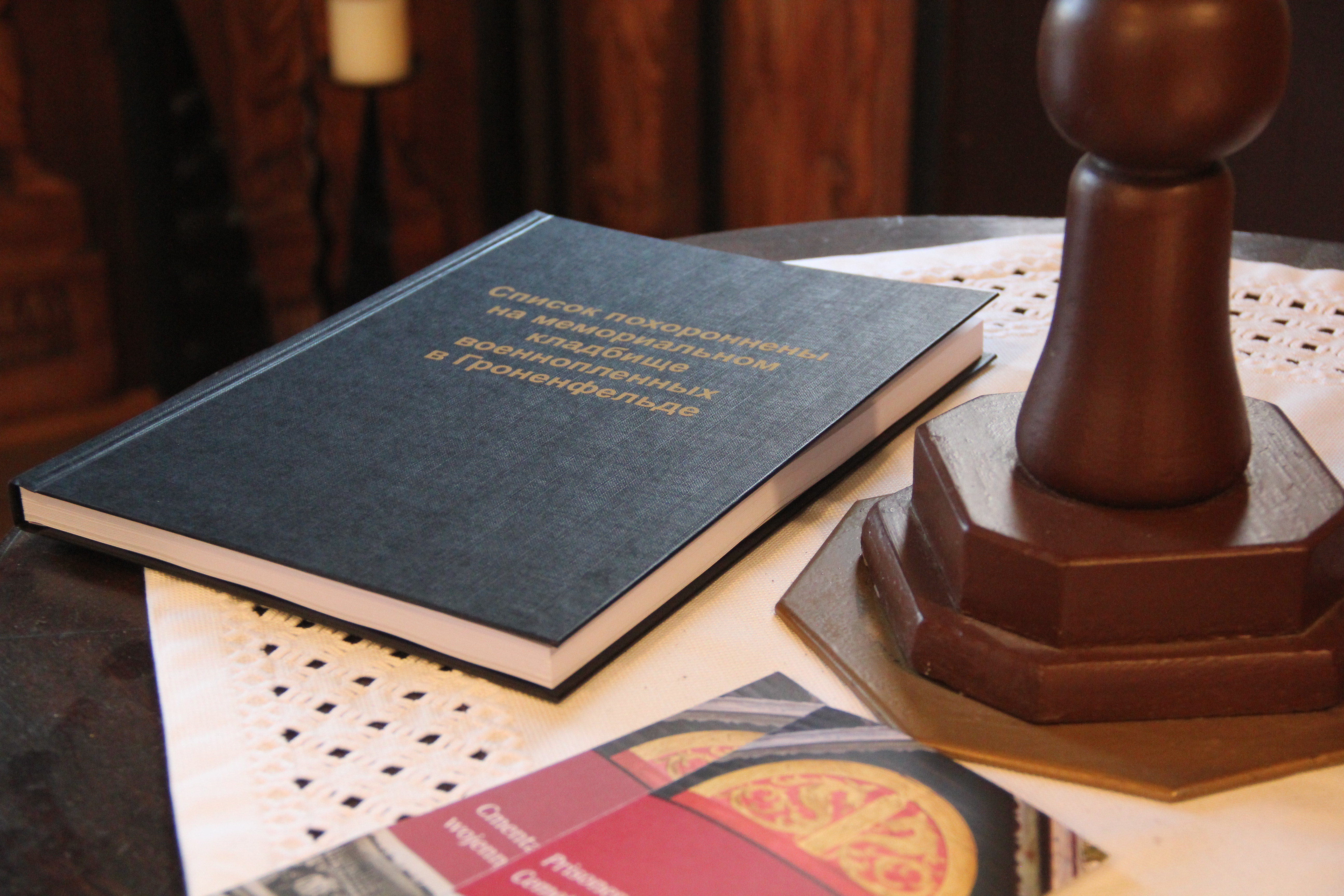
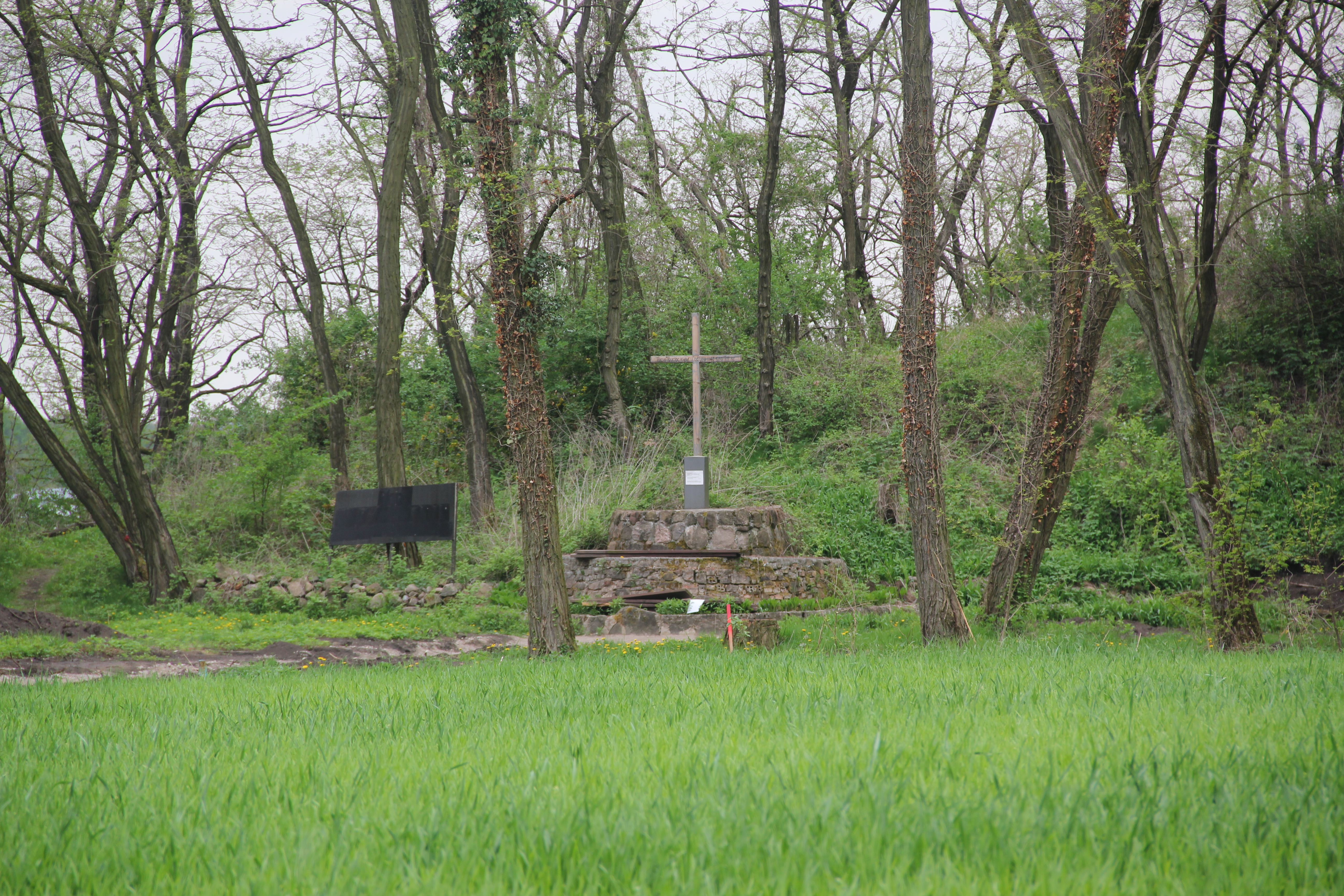
Состояние на апрель 2018
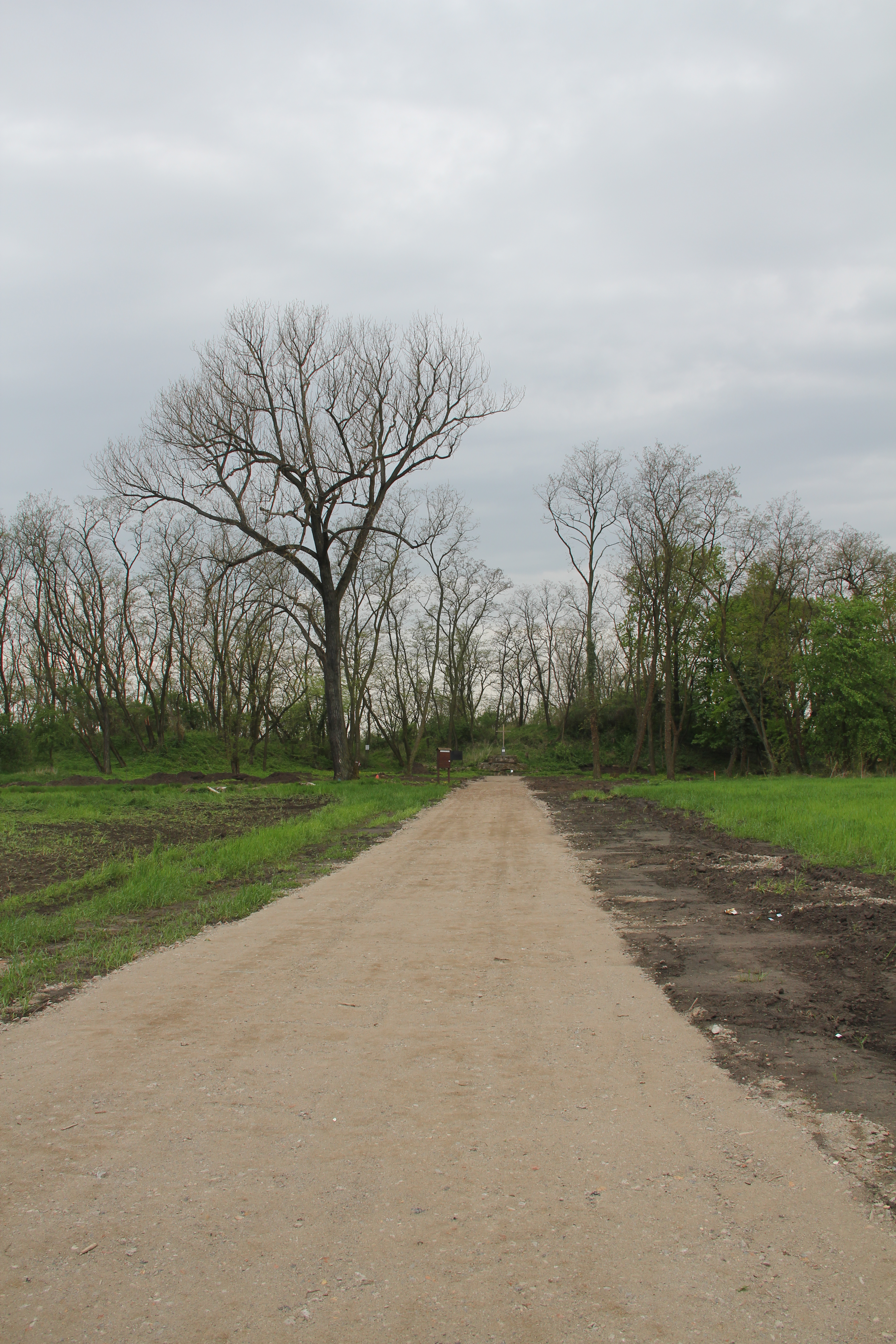
Дорога апрель 2018
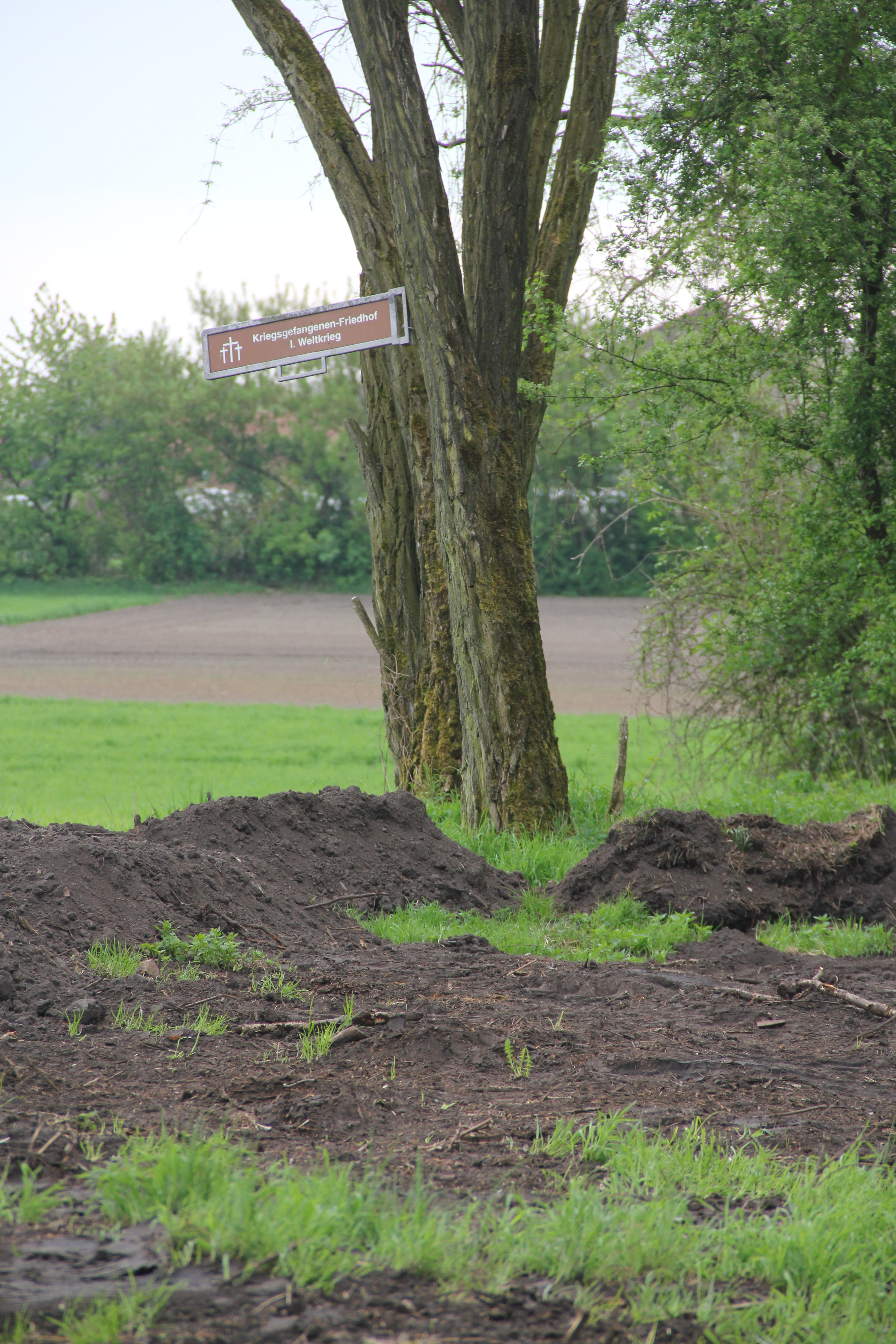
апрель 2018
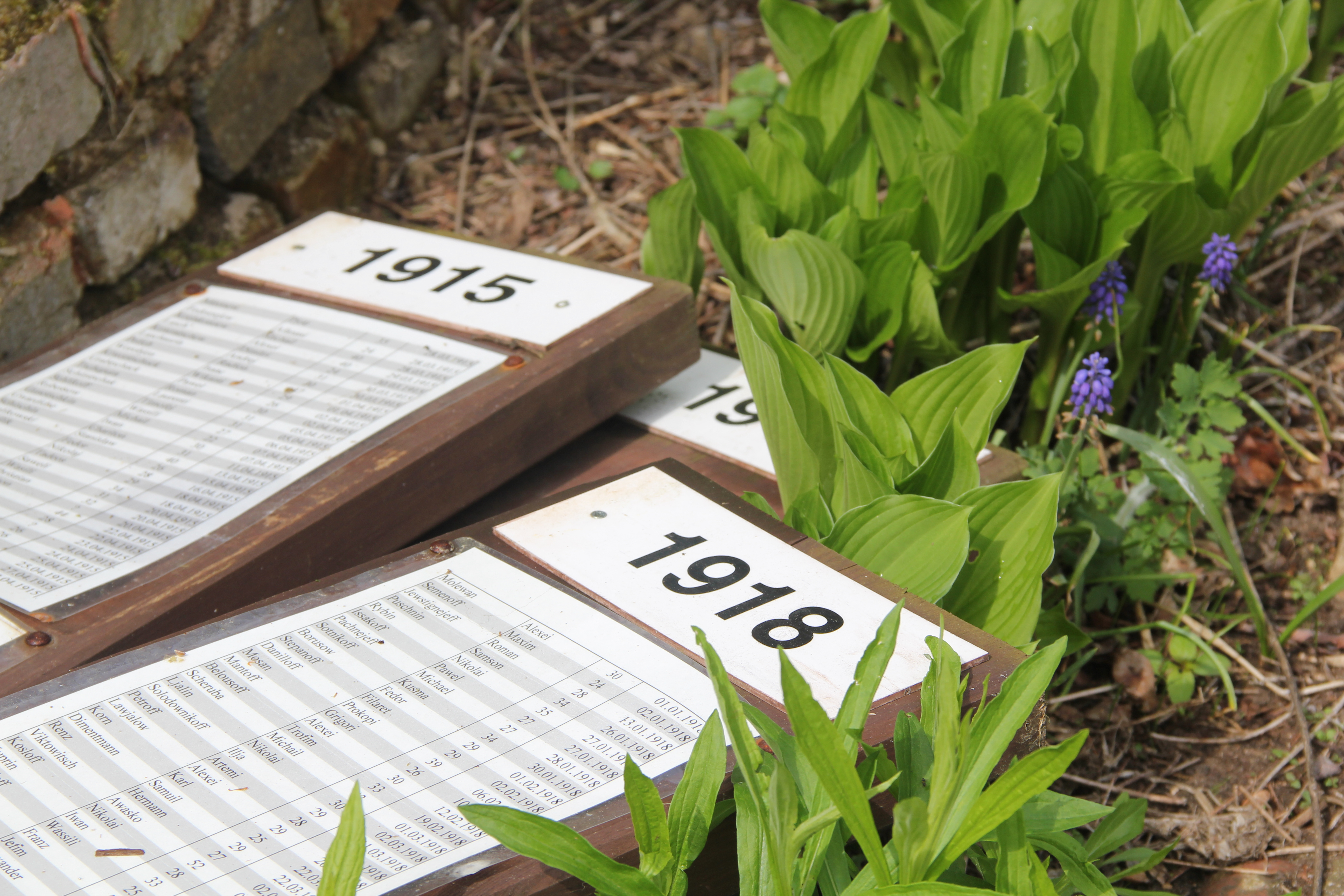
Списки апрель 2018
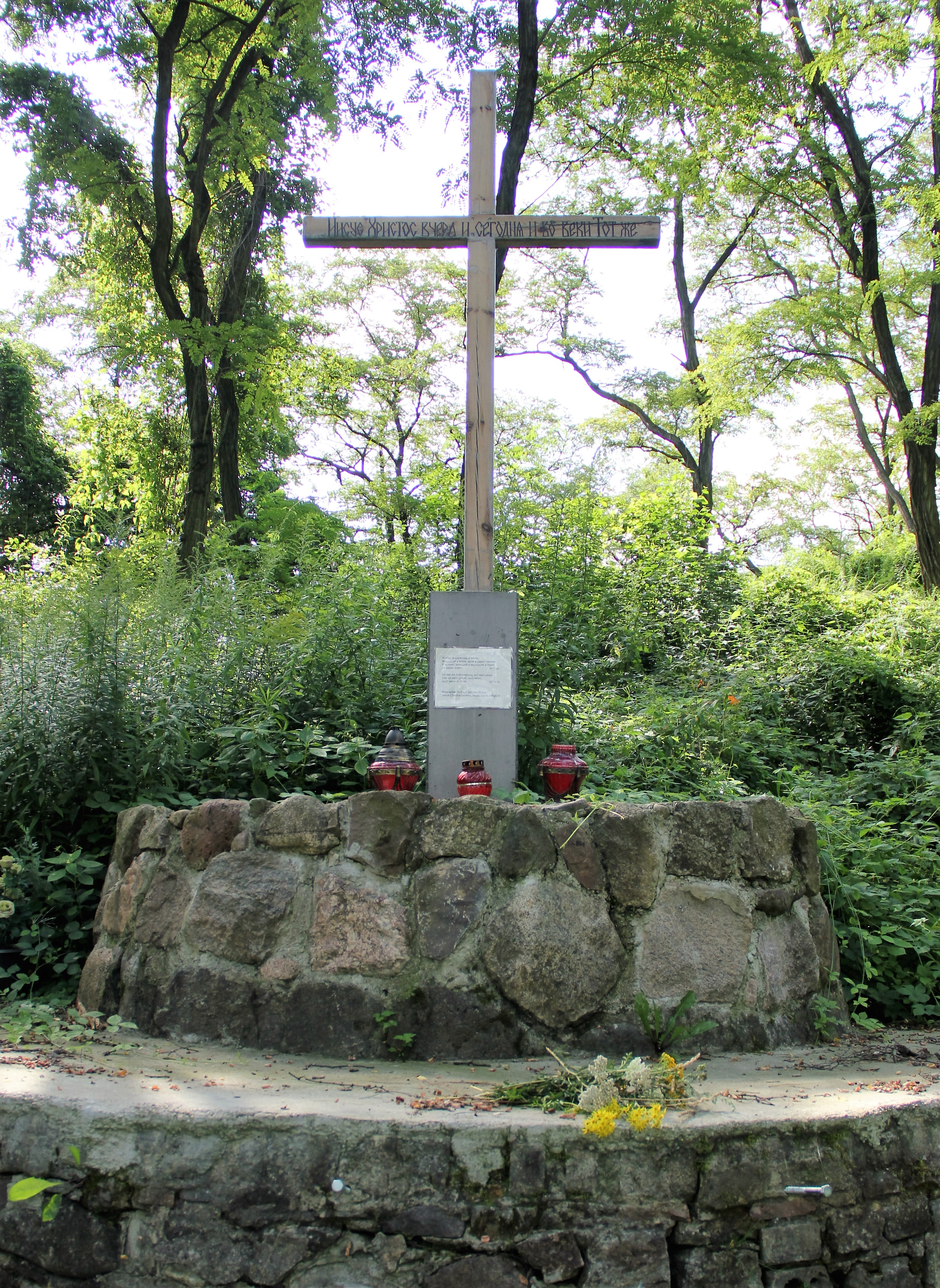
Крест июль 2016
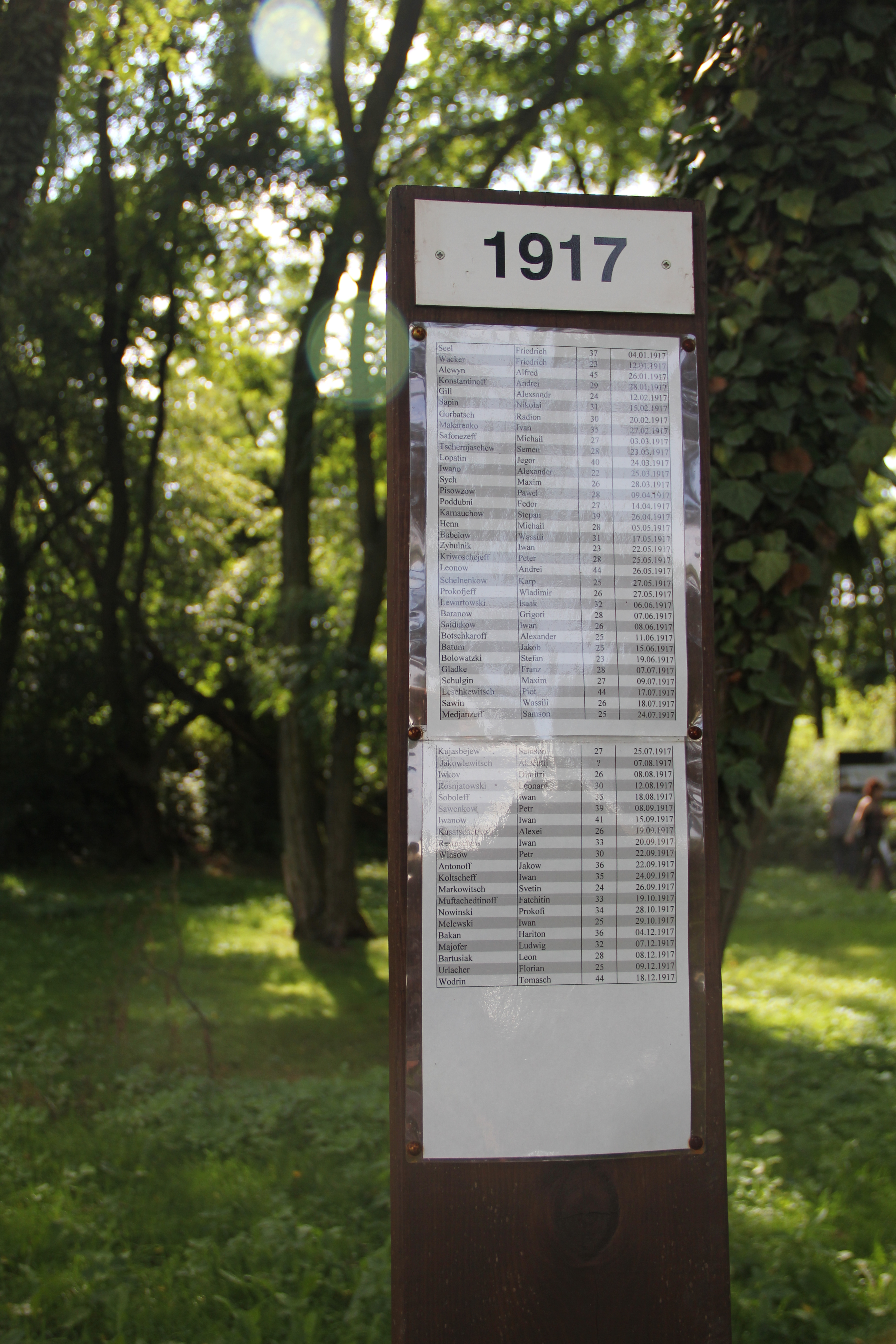
Список 1917 г.
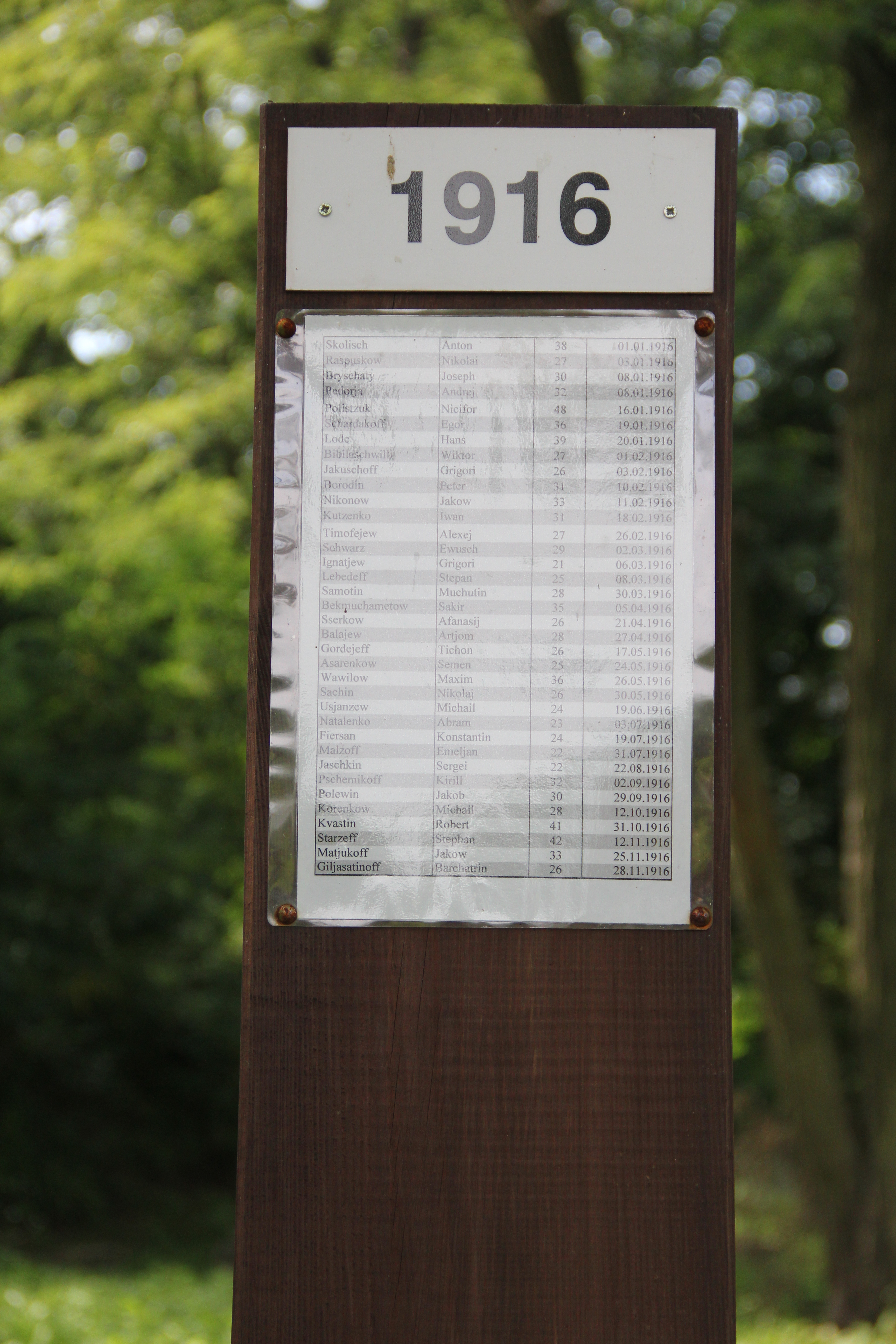
Список 1916 г.
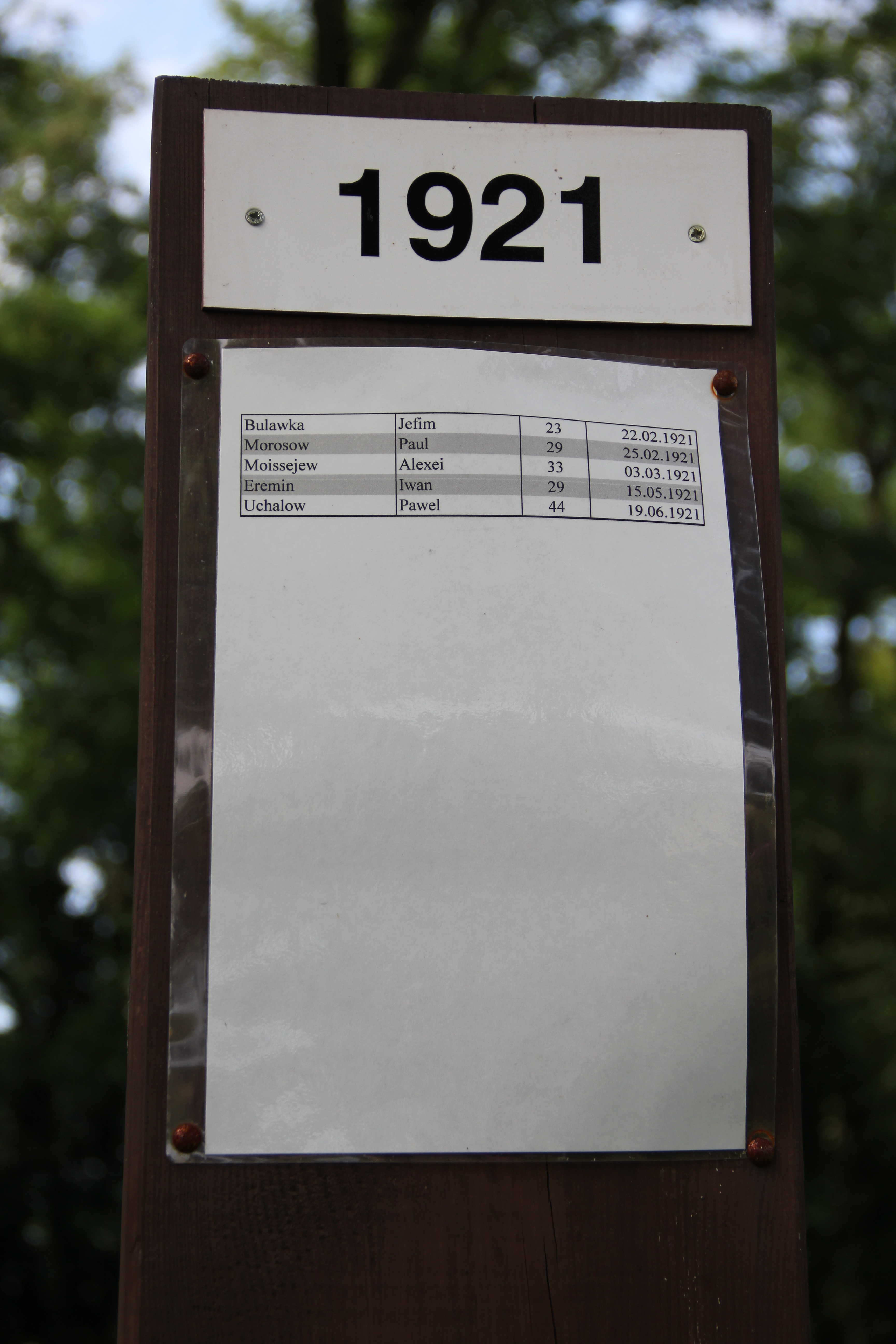
Список 1921 г.